# Alfred Scott-Gatty

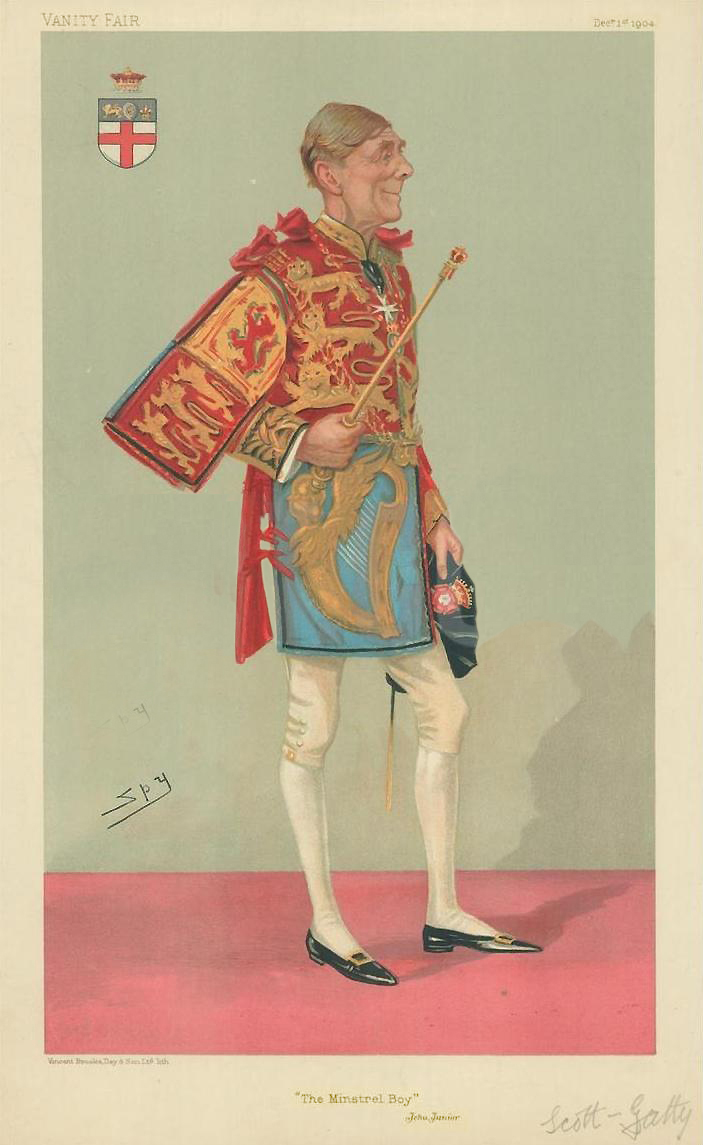
Karikatur von Alfred Scott-Gatty im Jahr 1904

Sir Alfred Scott-Gatty, KCVO, KStJ, FSA, (* 26. April 1847 in Ecclesfield, Sheffield, South Yorkshire, England; † 18. Dezember 1918 in London) war ein britischer Komponist, Herold, Genealoge und Officer of Arms des Londoner College of Arms.

## Leben
Alfred Scott-Gatty wurde 1847 in Ecclesfield geboren, welches zum heutigen Sheffield gehört. Seine Eltern sind die Eheleute Alfred Gatty und Margaret Gatty, geb. Scott. Scott-Gatty wuchs in Marlborough auf und besuchte das Christ’s College der Universität Cambridge. 1892 nahm er neben seinem Geburtsnamen Gatty noch den Geburtsnamen seiner Mutter, Scott, an. 1899 wurde er Registrator der Universität Cambridge, und 1904 trat er dem Garter Principal King of Arms bei. Danach fing er an, Lieder zu komponieren. Er schrieb unter anderem zwei Operetten und drei Musicals für Kinder. Weiterhin komponierte Scott-Gatty hunderte von Liedern, davon viele zu eigenem Text.
1904 wurde er als Knight Bachelor geadelt und 1911 zudem als Knight Commander in den Royal Victorian Order aufgenommen.